# Guido Mancusi
Guido Mancusi (* 14. Juni 1966 in Portici bei Neapel) ist ein österreichisch-italienischer Dirigent und Komponist.

## Leben
Guido Mancusi wurde als Sohn des neapolitanischen Dirigenten Enrico Mancusi und der Wiener Gesangslehrerin Ines Mancusi in Neapel geboren und wuchs in Neapel und Padova auf. Seinen ersten Klavierunterricht bekam er von seinem Vater, der mit dem Komponisten Nino Rota eng befreundet war. Nach dem frühen Tod des Vaters entschloss sich die Mutter, mit ihren zwei Kindern in ihre Heimatstadt Wien zurückzukehren.
Guido Mancusi wurde Sopransolist bei den Wiener Sängerknaben. Nach der Matura am Musikgymnasium Wien begann er Studien in Fagott und Gesang am Konservatorium der Stadt Wien. Während seiner Schulzeit wurde er Mitglied der katholischen Mittelschülerverbindung K. Ö. St. V. Frankonia zu Wien, der er bis heute angehört. Es folgten Studien an der Wiener Musikhochschule in den Fächern Komposition bei Erich Urbanner und Dirigieren bei Karl Österreicher, er erhielt Diplome mit Auszeichnung. 1992 wurde er „magister artium“ mit einer Arbeit über Paul Hindemith und gründete das „Barockensemble Vindobona“. Erste Engagements führten den Kapellmeister nach St. Pölten und Coburg, an das Raimundtheater und das Theater an der Wien. Gleichzeitig assistierte er bei Ádám Fischer, bei Riccardo Muti an der Mailänder Scala und bei den Bayreuther Festspielen. Später folgten Engagements an den Opernhäusern in Graz und Kiel. Er ist Träger der Mozartmedaille 1991 für die beste Mozartinterpretation.
Guido Mancusi war künstlerischer Leiter der Festspiele Oper Klosterneuburg und seit 1998 ist er Chefdirigent des „Schloß Schönbrunn Orchesters Wien“ mit dem Schwerpunkt Klassik.
Er wirkte als Dirigent bei den Wiener Festwochen, dem KlangBogen Wien, sowie in England, Argentinien, Japan und den USA. Außerdem war er Gastdirigent des „Konzertorchesters Budapest“ und der Slowakischen Philharmonie, es folgten Einladungen nach Burgos, Tel Aviv, Rom, Stockholm, Helsinki, Montevideo und Moskau sowie mit den Philharmonischen Orchestern in Kopenhagen, Ljubljana und Toronto. Er dirigierte Premieren als Gast an der Wiener Kammeroper, dem Wiener Schauspielhaus sowie dem Stadttheater Klagenfurt, der Wiener Volksoper, an der Oper Erfurt und der New Israeli Opera Tel Aviv. Er war am Stadttheater Klagenfurt von 2003 bis 2007 Chefdirigent. Er war Juror beim „concorso internazionale di canto: Riccardo Zandonai“, bei der Uraufführung des Oratoriums „Die Mutter Erde“ im Wiener Musikverein und des „National Children’s Music Competition“ im ORF.
Mancusi ist der musikalische Leiter sowie Kapellmeister der Volksoper Wien. Hier dirigierte er u. a. die Opern Die Zauberflöte, Hänsel und Gretel, Pinocchio sowie die Operetten Gräfin Mariza, Die lustige Witwe, Die Csárdásfürstin, Die Fledermaus, Der Bettelstudent und Meine Schwester und ich. Außerdem stand Mancusi bei den Ballettabenden Carmen, Le Concours, Carmina Burana/Nachmittag eines Fauns/Boléro und Cendrillon am Pult des Volksopernorchesters.
Neben seiner Tätigkeit als Operndirigent ist er Professor an der Musik und Kunst Privatuniversität der Stadt Wien.
2016 führte er mit dem Wiener Musikgymnasium das Requiem von Giuseppe Verdi im Wiener Musikverein auf.

## Kompositionen (Auswahl)
Chor- u. Orchesterwerke
- Oratorium: Die Mutter Erde (1990/1991) im Wiener Musikverein
- Missa Brevis (1997)
- Johannespassion (2011)

Kammermusik
- Happy Birthday, Quartett, für Prof. Ludwig Streicher zum 70. Geburtstag (1989) Alexander Mayer, im Wiener Musikverein

Orchestermusik
- Konzert für Schlagwerk und Kammerorchester (1986) Alexander Mayer, im Wiener Musikverein

Bühnenwerke
- One Night Stand Ballet (1995)
- Sachen Ballet (1996)
- Der Traummann, Operette nach Oscar Wilde (2009/10)
- Der Gläserne Birnbaum, Kinderoper (2010)
- In Gottes Namen, Oper (2012/13)
- Über meinen Schwager, später - ossia Kowalski (2016)

Chormusik
- Neun Martialische Motetten (1984–2005)

Filmmusik
- Das Inferno der Planeten (1983)
- Invasion der Verdammten (1984)
- I Cranici dell´Ibico (1986)
- Borderline (1987)
- Unternehmen Columbia (1987)
- Leonhard (1988)

Lieder
- Das Kind (1988)
- Acht Liebeslieder (2006)

Schulmusik
- 7 Kanons über das Einmaleins (1992) Contemp Art, im Wiener Musikverein

Bearbeitungen
- W.A.Mozart:Don Giovanni (2014) Musikhaus Doblinger

## Auszeichnungen
- 1. Preis beim International Music Festival – Tokyo
- 1. Preis beim Internationalen Kompositionswettbewerb Franz Schubert – Wien
- 1. Preis Interpretationspreis beim Internationalen Kompositionswettbewerb Franz Schubert
- 2. Preis beim Internationalen Chorwettbewerb Marktoberdorf im Allgäu

## Aufnahmen
- Der Abendhimmel F-Dur, WAB 56, Musik, du himmlisches Gebilde! – CD: ORF CD 73, 1995
- Schubert: Nachtgesang im Walde, CD, Decca Music Group Limited 2017
- Complete Mozart edition, Arias, Lieder, Notturni, Decca Music Group Limited CD 2000
- From Vienna with Love, Conchita Wurst, Wiener Symphoniker, Sony, 2018